# Young Sheldon
Young Sheldon is een Amerikaanse komedieserie bedacht door Chuck Lorre en Steven Molaro. De serie is een spin-off van The Big Bang Theory en werd voor het eerst uitgezonden op 25 september 2017 op CBS. Het zevende en laatste seizoen werd in 2024 uitgezonden.

## Verhaal
De serie speelt zich af eind jaren 80 en begin jaren 90 en volgt de negenjarige Sheldon Cooper tijdens zijn middelbare school in het fictieve stadje Medford, Texas. Sheldon probeert zich aan te passen aan de wereld om hem heen, terwijl zijn familie en vrienden proberen om te gaan met zijn unieke intellectuele capaciteiten en sociale uitdagingen.

## Rolverdeling
- Iain Armitage – Sheldon Cooper
  - Jim Parsons – Volwassen Sheldon Cooper (voice-over)
- Zoe Perry – Mary Cooper, Sheldons moeder (Perry is de dochter van actrice Laurie Metcalf, die Sheldons moeder speelt in The Big Bang Theory)
- Lance Barber – George Cooper sr., Sheldons vader
- Montana Jordan – George "Georgie" Cooper jr., Sheldons oudere broer
- Raegan Revord – Missy Cooper, Sheldons tweelingzus
- Annie Potts – Connie Tucker, Sheldons oma, door de familie vaak 'Meemaw' genoemd
- Matt Hobby – Pastor Jeffery "Jeff" Hodgkins-Difford
- Wyatt McClure – Billy Sparks, buurjongen van de familie Cooper
- Emily Osment – Mandy McAllister, Georgies vriendin

### Bijrollen
- Wallace Shawn – Dr. John Sturgis, professor natuurkunde, onderhoudt een liefdesrelatie met Connie
- Ryan Phuong – Tam Nguyen, Sheldons klasgenoot en beste vriend
- Melissa Peterman – Brenda Sparks, buurvrouw van de Coopers, moeder van Billy
- Craig T. Nelson – Dale Ballard, Missy's honkbalcoach en Georgies baas, krijgt een relatie met Connie na haar breuk met John
- Doc Farrow – Coach Wayne Wilkins, leraar lichamelijke oefening op Medford High en collega van George Cooper sr.
- Brian Stepanek – Hubert Givens, leraar natuurwetenschap op Medford High
- Rex Linn – Tom Petersen, directeur van Medford High
- Sarah Baker – Sheryl Hutchins, bibliothecaresse van Medford High
- Ed Begley jr. – Dr. Grant Linkletter, collega van John Sturgis
- Mckenna Grace – Paige Swanson, hoogbegaafd meisje, Sheldon ziet haar als zijn rivaal